# Хебилкьой
Хебилкьой (на гръцки: Χλόη, Хлои) е село в Гърция, разположено на територията на дем Козлукебир (Ариана), област Източна Македония и Тракия.

## География
Селото е разположено на южните склонове на връх Гаазилер в Ютоизточните Родопи, на много живописно място. Под пътя за с. Мехрикос има стара воденица, която още работи. В центъра на селото има голям врис с две корита в основата на нова къща. До него се слиза по стълби, а над коритата, в които изворната вода бълбука с голям дебит, има надпис на арабица. Селото е богато на студена планинска питейна вода. С. Хибилево е дало заселници в много по-близки и по-далечни помашки селца в Гюмюрджинско и Суфлийско. Населението му взема дейно участие в кланетата на българите християни през 1913 г. Пътят до селото не е асфалтиран, но местните помнят, че това е „булгарскет пать“, прокаран от българските власти през 40-те години на ХХ век, по направление гр. Крумовград – с. Аврен – гр. Дедеагач. Трасето е асфалтирано до с. Харадра (Сливовица).

## История
Според Любомир Милетич към 1912 година в село Хебилкьой (Хибильево) живеят 180 помашки семейства. Заедно с мехрикосци, хебилевци вземат дейно участие при унищожението на околните български християнски села през 1913 г., данни за което се откриват в книгата на Л. Милетич „Разорението на тракийските българи през 1913 година“ С., 1918. Към 1942 година в Хебилкьой живеят 562 помаци.